# Gustav Schellenberg
Gustav August Ludwig David Schellenberg (* 28. September 1882 in Wiesbaden; † 4. Juni 1963 ebenda) war ein deutscher Botaniker und Zeitungsverleger.
Sein botanisches Autorenkürzel lautet „G.Schellenb.“

## Werdegang
Schellenberg wurde als Sohn des kgl. Hofbuchdruckers Louis Schellenberg und der Marie Verdan geboren. Damit entstammte er der Familie Schellenberg. Er studierte von 1902 an Naturwissenschaften in Zürich, Heidelberg und München und wurde 1910 in Zürich bei Hans Schinz im Fach Botanik promoviert.
Danach war er an den Universitäten München, Zürich und ab 1912 am Botanischen Museum Berlin-Dahlem in Berlin als wissenschaftlicher Assistent tätig, dann als Schriftleiter des Wiesbadener Tagblatts. Der Kriegsdienst von Juli 1915 bis November 1918 unterbrach seine Laufbahn. Im Juli 1919 habilitierte er sich in Kiel unter Johannes Reinke für Botanik. Im April 1925 kam er als Lehrbeauftragter für Pharmakognosie an die Universität Göttingen und wurde dort im Frühjahr 1926 zum außerordentlichen Professor berufen. Im Oktober 1932 übernahm er die Leitung der L. Schellenbergschen Hofbuchdruckerei, in der er unter anderem das Wiesbadener Tagblatt verlegte.
Nach Ende des Zweiten Weltkriegs erhielt er von der amerikanischen Militärregierung keine Lizenz zur Fortführung der Zeitung. Seine Druckerei wurde beschlagnahmt und den Lizenznehmern des neuen Wiesbadener Kuriers zur Verfügung gestellt. Als nach Gründung der Bundesrepublik die Lizenzpflicht aufgehoben wurde, gründete Schellenberg das Wiesbadener Tagblatt neu und brachte im September 1949 die erste Neuausgabe heraus.

## Ehrungen
- 1952: Verdienstkreuz (Steckkreuz) der Bundesrepublik Deutschland.